# Луценко, Александр Дмитриевич
Алекса́ндр Дми́триевич Луце́нко (укр. Олександр Дмитрович Луценко; 27 июля 1980) — украинский военнослужащий, бригадный генерал, участник российско-украинской войны, командир 79-й отдельной десантно-штурмовой бригады. Герой Украины (2022).   

## Биография
С 2014 года принимал участие в АТО и ООС на востоке Украины. В 2019 году был назначен командиром 79-й отдельной десантно-штурмовой бригады, базирующейся в Николаеве.
С началом полномасштабного вторжения России в Украину 24 февраля 2022 года Луценко успешно выполнял задачи по выходу на определённые позиции и сдерживанию значительно превосходящих сил противника вблизи населённых пунктов Станица Луганская и Счастье. После получения приказа об отступлении его подразделения удерживали позиции ещё двое суток, отвлекая на себя основной огневой удар противника, что позволило другим подразделениям перегруппироваться. В ходе боёв было уничтожено несколько десятков единиц бронетехники и личного состава противника.
В начале октября 2024 года был назначен командиром 9-го армейского корпуса Сухопутных войск Вооружённых Сил Украины. 5 октября 2024 года, согласно указу Президента Украины, ему было присвоено воинское звание «бригадный генерал».
В декабре 2024 года, после стремительного продвижения российских войск в направлении Покровска, был освобождён от должности командующего оперативно-тактической группировкой «Донецк».

## Награды
- Звание «Герой Украины» с удостоением ордена «Золотая Звезда» (19 марта 2022) — за личное мужество и героизм, проявленные в защите государственного суверенитета и территориальной целостности Украины, верность военной присяге[4].
- Крест боевых заслуг (18 февраля 2024) — за личное мужество, проявленное в защите государственного суверенитета и территориальной целостности Украины, самоотверженное исполнение воинской обязанности[5].